# مقبرة كاريت بيفاك
مقبرة كاريت بيفاك هي مقبرة تقع في جاكرتا عاصمة إندونيسيا. وهي ثاني أكبر مقبرة في المدينة.

## الوصف
تقع كاريت بيفاك في وسط جاكرتا. تغطي مساحة 16.2 هكتار (0.16 كيلومتر مربع)، مما يجعلها ثاني أكبر مقبرة في جاكرتا. في عام 2007 كانت تحتوي على ما يقرب من 48.000 قبر. تقع قبور الفقراء في مبنى خاص خلف المقبرة.
اعتبارا من عام 2007 كانت المقبرة قد استنفذة كامل سعتها. للتعامل مع نقص مساحة المقبرة الشائعة في جميع أنحاء جاكرتا، بدأت العائلات في استخدام قطعة واحدة للعديد من أفراد الأسرة، وتكديسهم فوق بعضهم البعض. طريقة أخرى مقترحة هي إعادة تعيين 18.000 قبر تم التخلي عنها أو انتهت مدة تأجيرها.
تتم الصيانة من قبل عمال القبور العاملين لحسابهم الخاص، الذين يتلقون الأموال من أسر أولئك الذين دفنوا. لا يحضر المدافعون بشكل عام قبور العائلات التي لا تدفع لهم. على الرغم من أن المقبرة غالبًا ما تكون خالية من الزوار، إلا أن المقبرة غالبًا ما تكون مليئة بالزوار والعائلات التي تزور قبور القتلى.

## التاريخ
في عام 2009 بدأت حكومة جاكرتا برنامج بلاكاتيساسي لضمان أن القبور في كاريت بيفاك اتبعت قواعد شواهد القبور على النحو المبين في اللائحة الداخلية لعام 2007. بحلول سبتمبر 2009 استبدلت الحكومة 2.000 قبر بشواهد القبور الرمادية والتلال العشبية. أشار رئيس وكالة جاكرتا للمتنزهات والمقبرة إري باسوورو إلى أن البرنامج يهدف أيضًا إلى تحسين الاحتفاظ بالمياه في المدينة والقضاء على التصور «المرعب» للمقابر. على الرغم من أن الحكومة ذكرت أنه تم إخطار العائلات، إلا أن بعض عائلات المقبورين لم يتم إخطارهم. في بعض الأحيان أخطأت شواهد القبور الجديدة التي تم إنتاجها بكميات كبيرة في كتابة أسماء المقبورين.